# Alex Loughton
Alex Loughton (nacido el 3 de mayo de 1983 en Perth, Australia) es un jugador de baloncesto australiano. Con 2.05 metros de estatura, juega en la posición de ala-pívot.

## Trayectoria deportiva
Comenzó su formación baloncestística americana en St. Stephens High School para dar el salto a la NCAA de la mano de Old Dominion (ODU) donde tras una primera temporada discreta realizó tres grandes campañas (16,6+8,7; 14,1+8,2; 13,5+7,7). Disputaría la liga de verano de Orlando con los Magic en 2006 para recalar en la liga LEB aquel verano de la mano de Gandía Básquet. 15,5 puntos, 5,7 rebotes y 1,1 asistencias fueron sus números en el equipo de la Safor. Retornaría a su país de origen tras la experiencia española, militando las dos últimas campañas en Perth Wildcats.
Ha sido internacional absoluto y en categorías inferiores por la Selección de baloncesto de Australia.
Con la Selección de baloncesto de Australia estuvo presente en los JJ. OO. de Pekín ’08.

## Características
Alex Loughton podría ser considerado un all-around player. Pese a ser un pívot es capaz de mostrar facultades de alero, siendo capaz de construir de cara y de espaldas a canasta. Con velocidad de jugador exterior puede irse hacia la canasta dejando atrás a su defensor o ser capaz de postear.

## Clubes
- 2003-2006: Universidad de Old Dominion  Estados Unidos
- 2006-2007: Gandía Basket Athletic  España
- 2007-2009: Perth Wildcats  Australia
- 2009-2010: Club Ourense Baloncesto  España
- 2010-: Cairns Taipans  Australia

## Palmarés
- 2003 CAA All-Freshman Team
- 2004 CAA All-Tournament Team
- 2004 All-CAA 1.er Equipo
- 2005 All-CAA 1.er Equipo
- 2005 NABC All-NCAA Distrito 4 1.er Equipo
- 2005 CAA Regular Season Champion
- 2005 CAA Ganador del torneo
- 2005 All-CAA Jugador del Año
- 2005 CAA All-Defensive Team
- 2005 Australia National Team
- 2005 CAA All-Academic Team
- 2006 CAA All-Academic Team
- 2006 All-CAA 2 ° Equipo
- 2006 NIT Final Four
- 2007 Team Australia Tryout y Developmetal Camp
- 2008 Australia NBL Semifinales
- 2008 Australiabasket.com All-Australia NBL Mención de Honor
- 2008 Australia All-Star Team de gira por China